# کن آرنولد
کن آرنولد (به انگلیسی: Ken Arnold) برنامه‌نویس رایانه آمریکایی است که به عنوان یکی از توسعه دهندگان بازی ویدئویی رُگ (به انگلیسی: Rogue)، برای مشارکت‌هایش در توزیع اصلی یونیکس برکلی (BSD)، کتاب‌ها و مقالاتش در مورد زبان‌های برنامه‌نویسی C و ++C و کار سطح بالا بر روی پلتفرم جاوا شناخته می‌شود.

## در برکلی
مواردی از مشارکت‌ها در زمان کار در برکلی:
- Fortune (یونیکس)
- ربات‌ها (بازی BSD)

## کارهای بعدی
کن آرنولد بخشی از تیم Hewlett-Packard بود که کوربا را طراحی کرد. او همچنین برای شرکت Apollo Computer؛ به عنوان یک برنامه‌نویس گرافیک مولکولی در آزمایشگاه گرافیک رایانه در دانشگاه کالیفرنیا، سانفرانسیسکو؛ و به عنوان یک عضو مجلهٔ UNIX Review کار کرد.

## درسان میکروسیستمز
قبلاً یک مهندس ارشد در آزمایشگاه‌های سان میکروسیستمز بود، او یک کارشناس در مورد طراحی و پیاده‌سازی برنامه‌نویسی شیء گرا، ++C و C، جاوا و رایانش توزیع‌شده است و یکی از معماران معماری شبکه جینی (به انگلیسی: Jini) بوده‌است که پیاده‌ساز اصلی فناوری JavaSpaces شرکت سان میکروسیستمز است.